# Махмуд Фаиз паша
Махмуд Фаиз паша (на турски: Mahmud Faiz Paşa) е османски офицер и администратор. През юли 1863 година наследява Мустафа паша Алянак като валия в Скопие. Махмуд Фаиз паша остава на този пост до януари 1864 година.